# Rebert Firmiano
Rebert Pereira Braz Firmiano (né le 28 juillet 1992 dans l'État de Rio de Janeiro) est un athlète brésilien, spécialiste du sprint, du saut en hauteur et en longueur.
Il remporte le titre du relais 4 x 100 m lors des Championnats sud-américains 2013.
Il a remporté la médaille d'or du saut en longueur, avec un saut de 7,96 m (v. f.) lors des Championnats d'Amérique du Sud des moins de 23 ans de 2012.